# Heliconia
Quizás esté buscando: Phenakospermum (el "platanillo")
Heliconia L. es un género que agrupa más de 100 especies de plantas tropicales, originarias de Sudamérica, Centroamérica, las islas del Pacífico e Indonesia. Se les llama platanillo por sus hojas (véase también grupo musoide) o ave del paraíso (nombre preferentemente usado para Strelitzia) y pinza de langosta por las coloridas brácteas que envuelven sus flores. Es el único género de la familia Heliconiaceae.

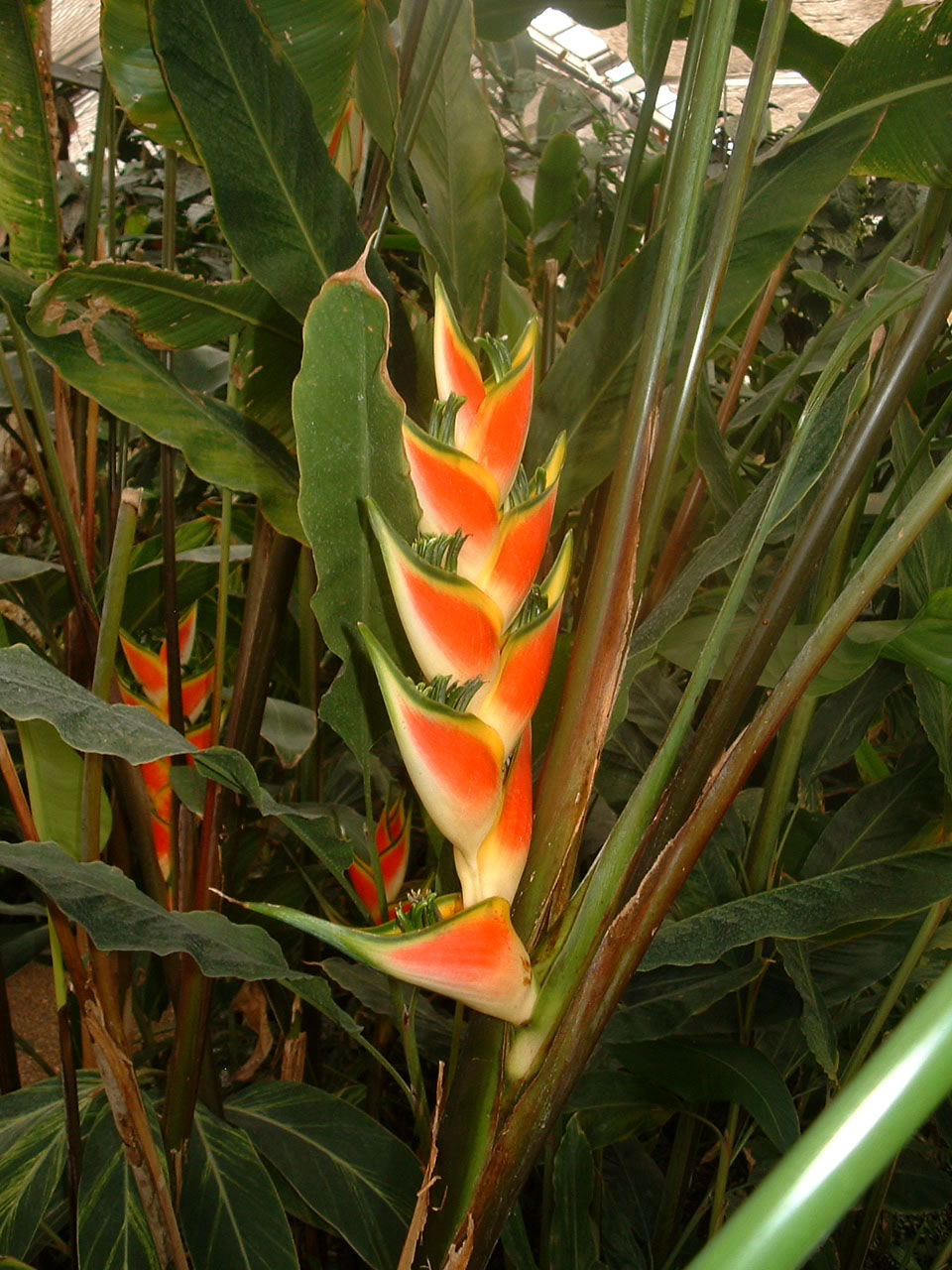
Heliconia wagneriana.

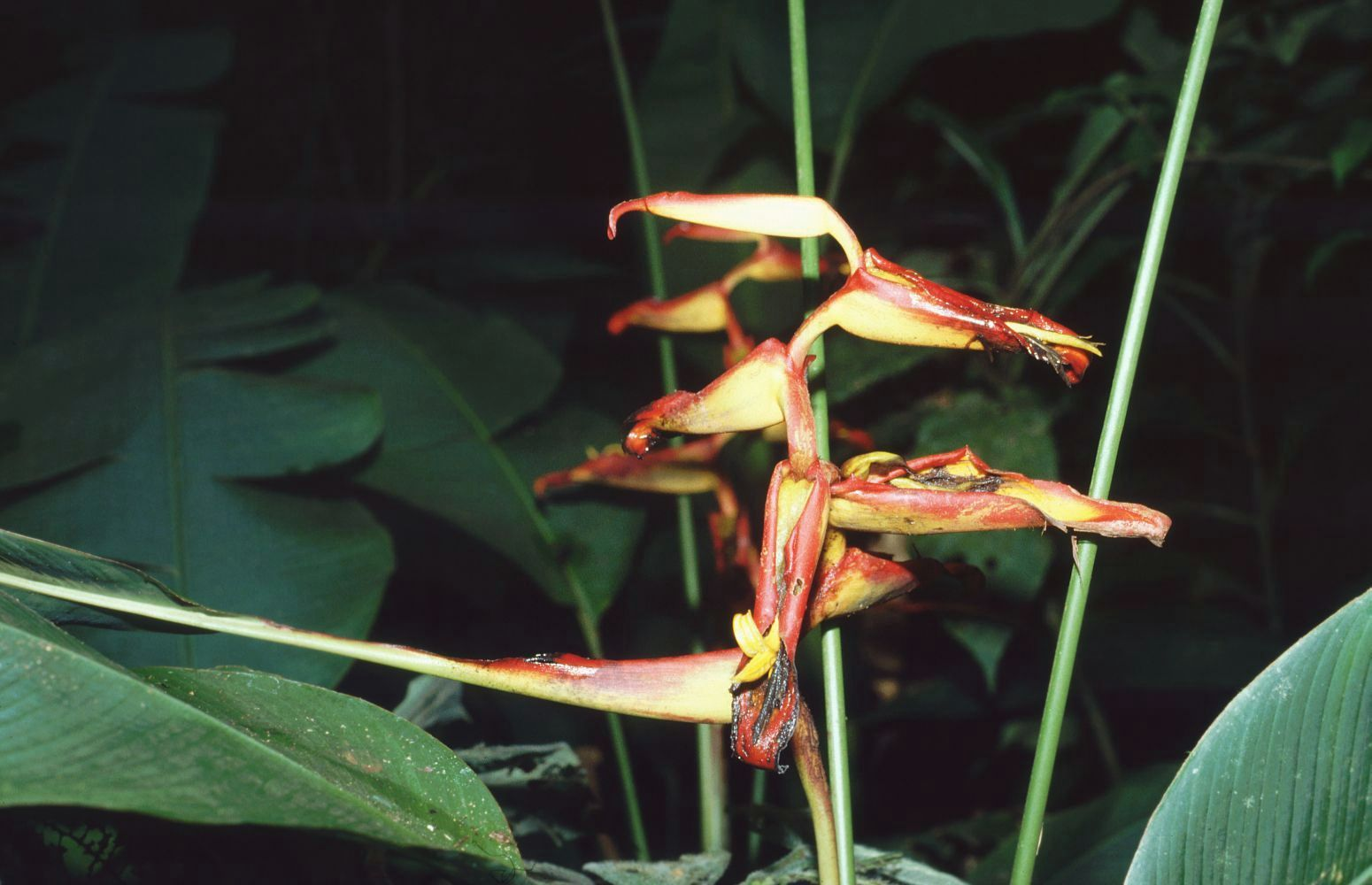
Heliconia irrasa R.R.Sm.

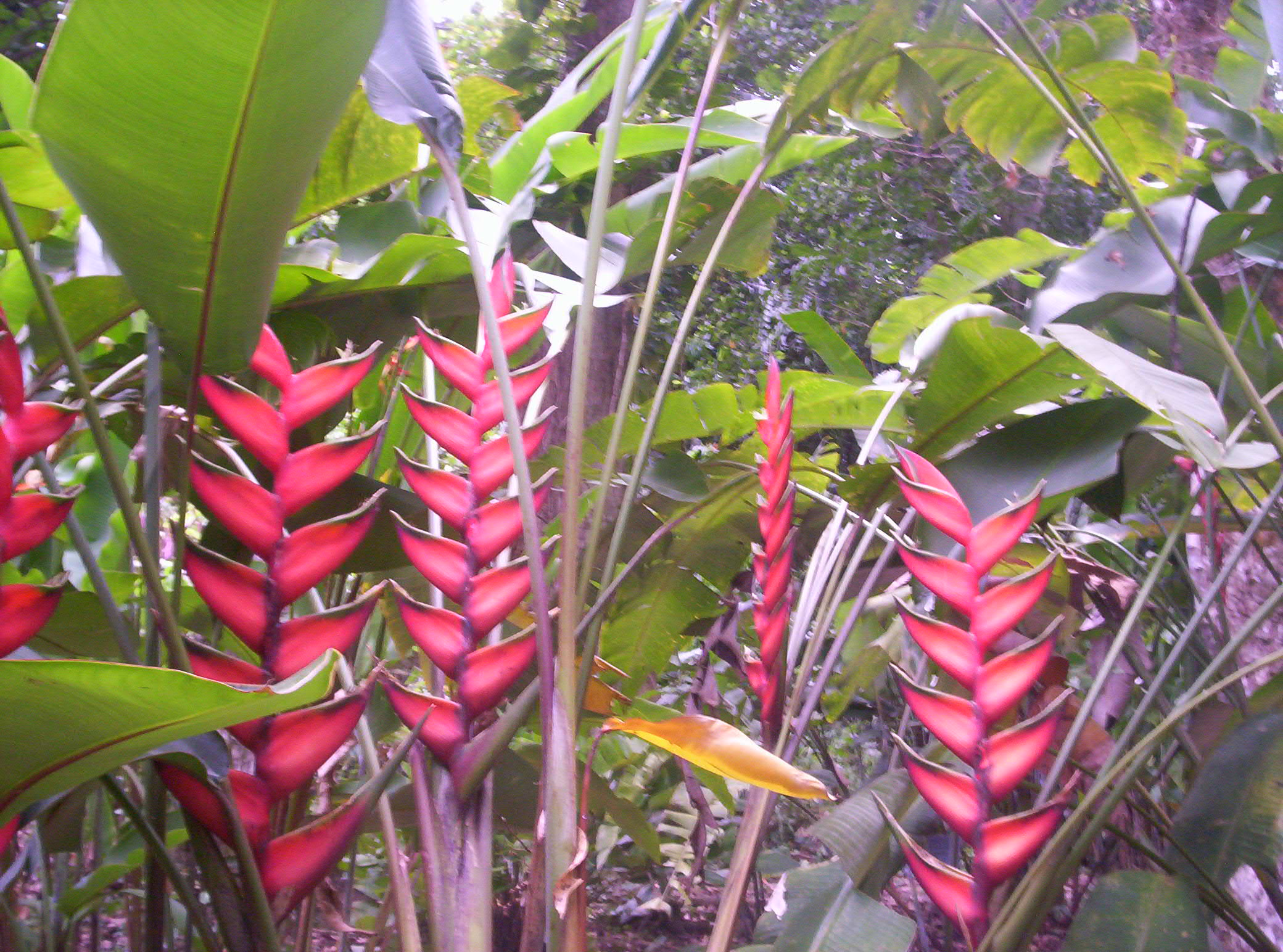
Heliconia latispatha Benth.

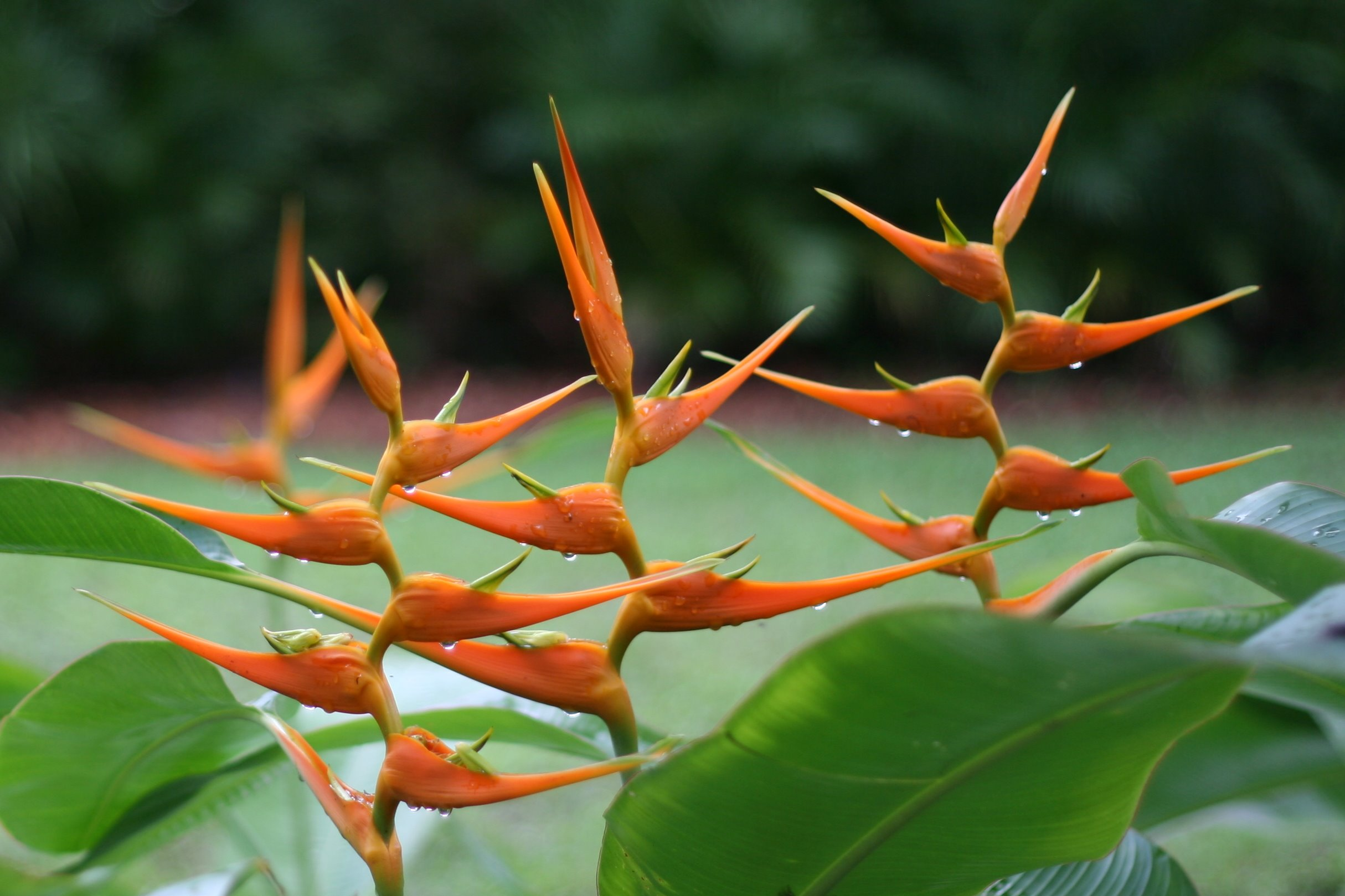
Heliconia latispatha.

## Descripción
Distribución y hábitat. "El género Heliconia (200-250 spp., Heliconiaceae) incluye perennes herbáceas grandes, rizomatosas, distribuidas primariamente en los bosques húmedos del Neotrópico, pero con especies en la cuenca del Pacífico y también en el sudeste de Asia (Berry & Kress 1991; Kress 1984, 1990). La mayor diversidad de especies ocurre en los bosques montanos y bosques nublados (montane and cloud forests), pero su crecimiento más exuberante se encuentra en las tierras bajas del Neotrópico, especialmente donde las especies son parte común de los colonizadores en las sucesiones de las banquinas de las rutas y bancos en las orillas de ríos (riverbanks) y en los claros generados por la caída de algún árbol en el bosque lluvioso. En los hábitats abiertos de tamaño grande, que se caracterizan por radiación solar alta (Chazdon & Fetcher 1984, Chazdon et al. 1996), las heliconias poliaxiales pueden exceder los 6 m de altura y formar stands densos de 50 o más ejes. Los clones más robustos de Heliconia tienen una forma de crecimiento musoide, es decir, pseudotallos con hojas semi-erectas, y semejan fuertemente la forma de crecimiento (growth form) de las especies de la sucesión en las familias relacionadas Musaceae y Strelitziaceae en los trópicos del Viejo Mundo (Orden Zingiberales; Dahlgren et al. 1985). Heliconia también incluye especies con una forma de crecimiento zingiberoide, con hojas horizontales dísticas producidas a lo largo de un tallo firme, muchas veces colonizadoras de pequeños claros, y algunas hierbas bajas, casi acaulescentes que son residentes del sotobosque de la comunidad clímax de los bosques." ... "Mientras que la morfología de la hoja del género es bastante uniforme, y la anatomía de la hoja muestra un único diseño básico (Tomlinson 1959, 1969), hay variaciones interesantes en los tejidos involucrados en la fotosíntesis, incluyendo diferencias en el grosor de la lámina y la estructura del mesofilo de Heliconia (Triplett & Kirchoff 1991), que pueden, si analizados, relacionarse con los ambientes lumínicos preferidos en sus hábitats nativos". (Rundel et al. 1998)
""Heliconia está centrada en Sudamérica y América Central, con su centro de variación a lo largo de los Andes desde Perú hasta Costa Rica. Cuatro de los 5 subgéneros (Heliconia, Griggsia, Stenochlamys, y Taeniostrobus) están confinados al  Neotrópico. El quinto subgénero, Heliconiopsis, ocurre en el oeste del Pacífico (western Pacific) (Fiji, Samoa, Solomon Islands; Kress 1990b)." (Andersson en Kubitzki 1998 "Heliconiaceae")

## Usos
La mayoría de las especies son ornamentales, aunque el rizoma o tuber de algunas especies es comestible asado o cocinado; tal es el caso de Heliconia bihai, muy utilizada en la confección de platos regionales, usando la hoja como envoltorio de tamales o juanes. 

Otra de las especies, Heliconia rostrata, conocida popularmente como patujú, es la flor nacional de Bolivia.
Las heliconias protegen las fuentes de agua y son imprescindibles en la reforestación.

## Taxonomía
El género fue descrito por Carlos Linneo y publicado en Mantissa Plantarum 2: 147, 211. 1771.
Etimología
Heliconia: nombre genérico que hace referencia a la montaña griega Helicón, lugar sagrado donde se reunían las Musas. 

## Especies
| - Heliconia acuminata - Heliconia aemygdiana - Heliconia adflexa - Heliconia angusta - Heliconia angustifolia - Heliconia aurantiaca - Heliconia aurea - Heliconia berryi - Heliconia bicolor - Heliconia bihai - Heliconia bourgaeana - Heliconia brasiliensis - Heliconia brenneri - Heliconia burle-marxii - Heliconia burleana - Heliconia caltheaphylla - Heliconia caribaea - Heliconia champneiana - Heliconia chartacea - Heliconia collinsiana - Heliconia curtispatha - Heliconia episcopalis - Heliconia excelsa - Heliconia farinosa - Heliconia flabellata - Heliconia fredberryana - Heliconia gaiboriana | - Heliconia hirsuta - Heliconia indica - Heliconia latispatha - Heliconia lennartiana - Heliconia librata - Heliconia lingulata - Heliconia litana - Heliconia lutheri - Heliconia magnifica - Heliconia mariae - Heliconia markiana - Heliconia marthiasiae - Heliconia metallica - Heliconia monteverdensis - Heliconia mooreana - Heliconia mutisiana - Heliconia nutans - Heliconia obscura - Heliconia ortotricha - Heliconia pearcei - Heliconia paka - Heliconia paludigena - Heliconia pardoi - Heliconia peckenpaughii - Heliconia pendula - Heliconia peteriana - Heliconia platystachys | - Heliconia pogonantha - Heliconia pseudoaemygdiana - Heliconia psittacorum - Heliconia ramonensis - Heliconia revoluta - Heliconia richardiana - Heliconia riopalenquensis - Heliconia rostrata - Heliconia schiedeana - Heliconia sclerotricha - Heliconia shumanniana - Heliconia spathocircinata - Heliconia spissa - Heliconia stricta - Heliconia subulata - Heliconia tortuosa - Heliconia uxpanapensis - Heliconia vaginalis - Heliconia vellerigera - Heliconia velloziana - Heliconia velutina - Heliconia veracruzensis - Heliconia virginalis - Heliconia wagneriana - Heliconia willisiana - Heliconia xanthovillosa - Heliconia zebrina |

- Heliconia Stiletioides